# Фёрстер, Людвиг фон
Кристиан Фридрих Людвиг фон Фёрстер (нем. Christian Friedrich Ludwig von Förster; 8 октября 1797, Байройт — 16 июня 1863, Бад-Глайхенберг) — австрийский архитектор периода историзма.

## Биография
Кристиан Фридрих Людвиг Фёрстер был сыном Кристофа Фёрстера, лесного инспектора княжеств Ансбах и Байройт. Учился в гимназии в Ансбахе. С 1816 года два года обучался в Мюнхенской академии изобразительных искусств. В 1819 году ему удалось поступить в архитектурную школу (Architekturschule) при Академии изобразительных искусств в Вене, где он изучал архитектуру у Петера фон Нобиле и впоследствии по его протекции шесть лет работал в архитектурной школе.

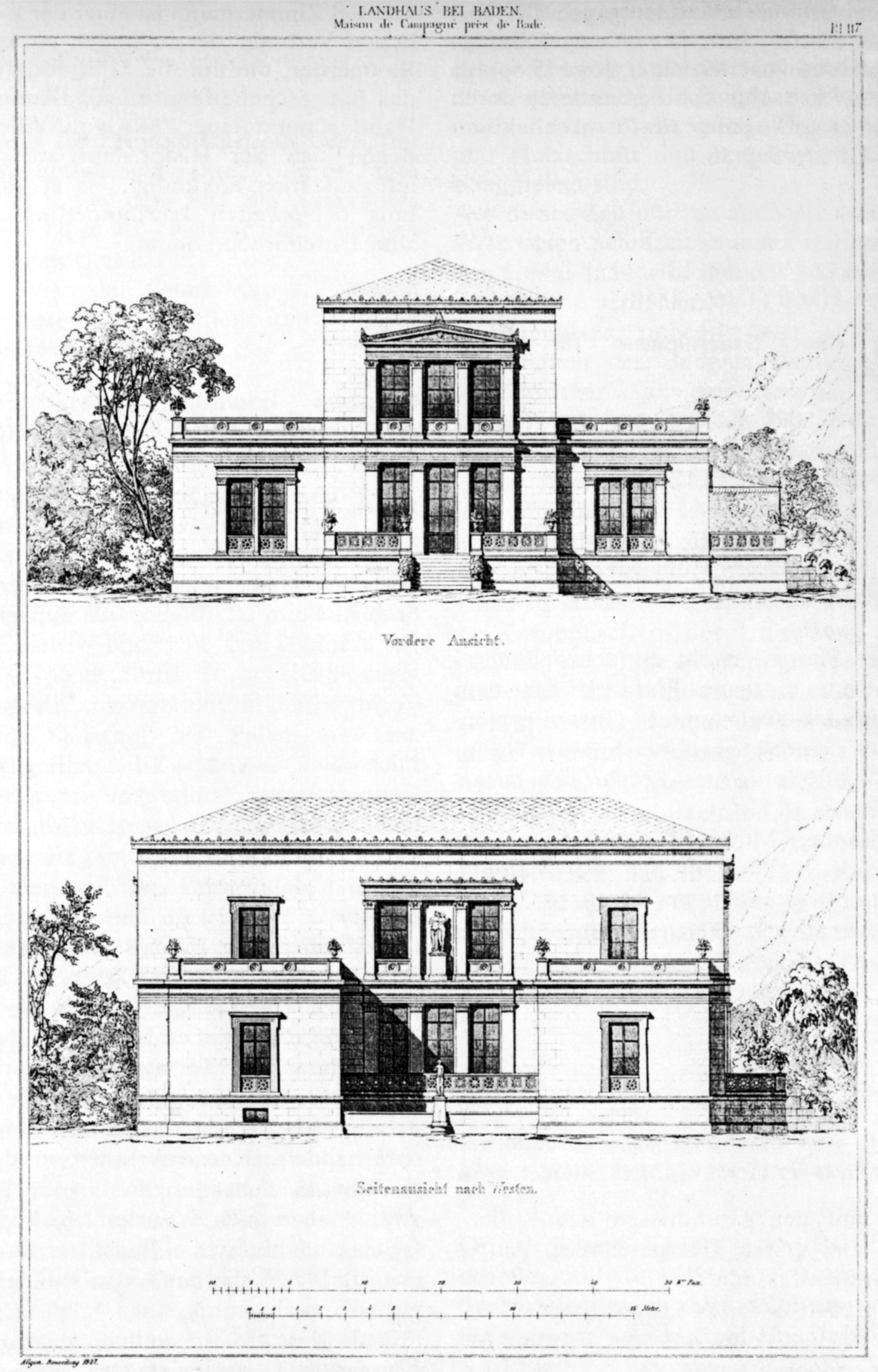
Вилла Барбара-Грефен. Баден. Вена. Проект. 1847

В 1828 году Фёрстер открыл литографскую мастерскую, а также мастерские по производству цинка, в 1836 году основал «Общестроительную газету» (Allgemeine Bauzeitung). С 1839 года работал архитектором в собственной мастерской, среди его сотрудников был ставший впоследствии знаменитым Отто Вагнер. Ассистентом у Фёрстера в Вене работал также известный в будущем архитектор Теофил фон Хансен. Он был женат на его дочери: Софии Фёрстер.
Впоследствии он начал разрабатывать градостроительные проекты по расширению Вены и стал движущей силой этой идеи. В 1843 году Фёрстер принял приглашение от своего учителя Петера фон Нобиле и занимал должность профессора Венской академии изобразительных искусств до 1845 года. В последующие годы Людвиг Фёрстер увлёкся предпринимательством: открыл литейную мастерскую в Берлине, добывал цинк в Богемии и инвестировал в строительство железных дорог.
Вместе с зятем Теофилом фон Хансеном Фёрстер в 1846 году вернулся к архитектурным проектам. В 1858 году он активно участвовал в проектировании венской Рингштрассе. Фёрстер руководил строительством синагоги на улице Дохань в Будапеште, которая, наряду с Леопольдштедтер Темпель и синагогой Мишкольц, является его самым важным произведением. Фёрстер и Хансен спроектировали самую большую синагогу в Европе в «византийско-мавританском стиле» полихромное здание с луковичными куполами и арочными воротами.
Фёрстер оказался одним из победителей соответствующего конкурса и создал проекты нескольких жилых зданий и дворца Тодеско в Вене. В 1861—1863 годах он был членом Венского городского совета (Gemeinderat).
Сыновья Людвига Фёрстера — Генрих и Эмиль также стали архитекторами. Последний работал на своего отца, а затем на правительство, завершая реконструкцию Хофбурга и венского Бургтеатра.
В 1862 году у Фёрстера обнаружилась лёгочная болезнь, спустя год, находясь на лечении, он умер. На следующий день после смерти Фёрстера возвели в дворянское сословие. Имя Людвига Фёрстера носит переулок в венском Леопольдштадте.

## Галерея

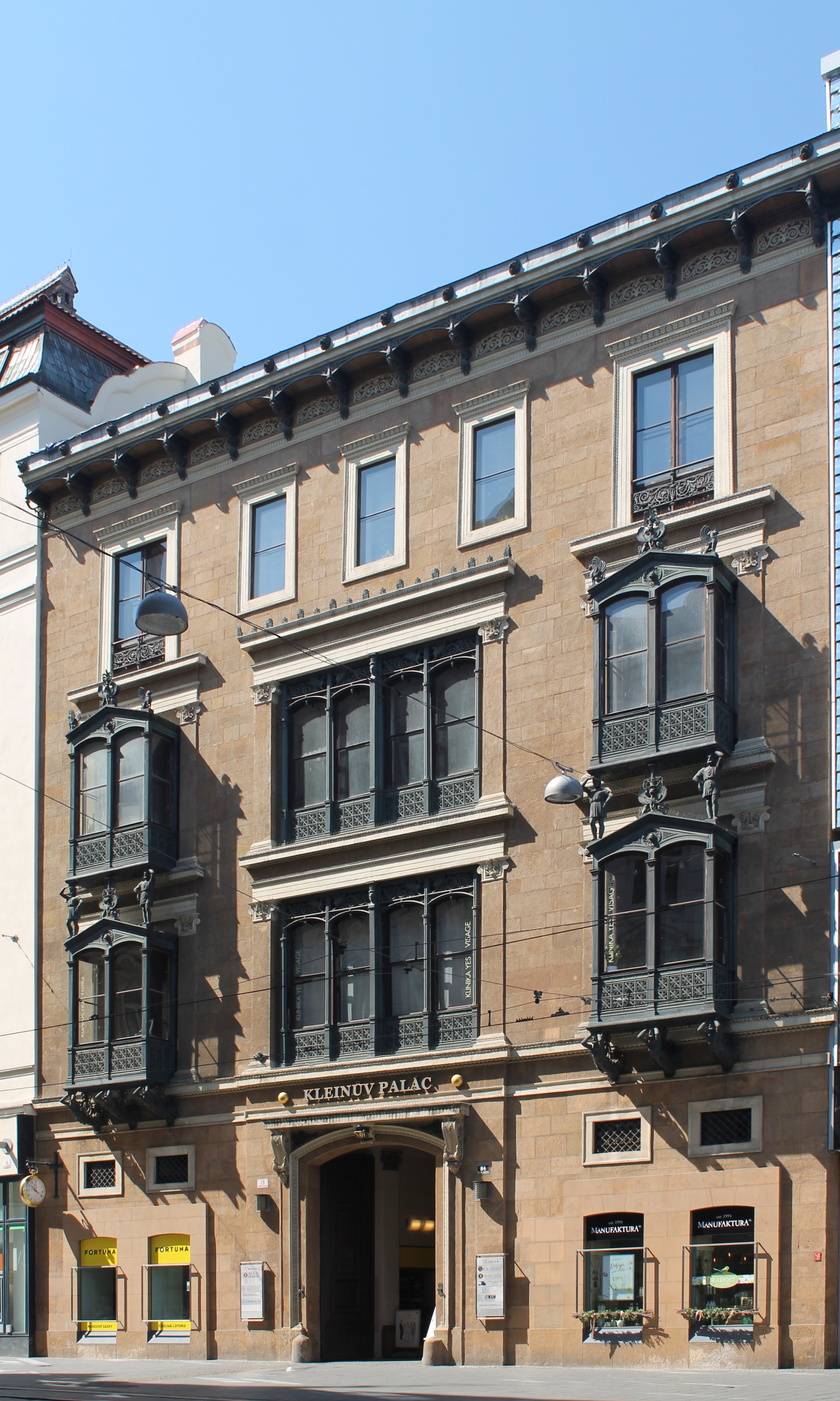
Дворец Кляйна. Брно, Чехия. 1847—1848
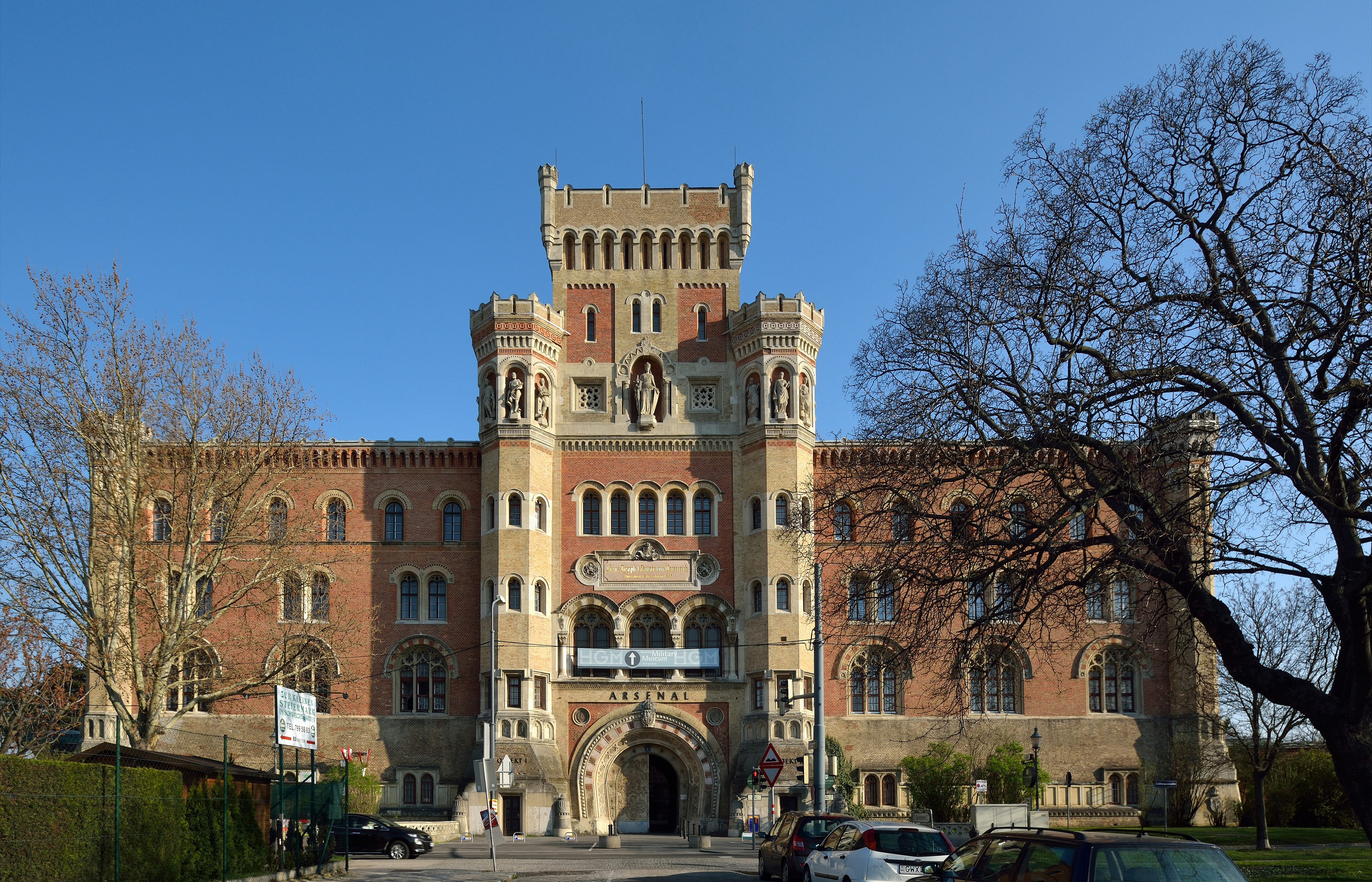
Главное здание Арсенала в Вене, Австрия. 1848—1856
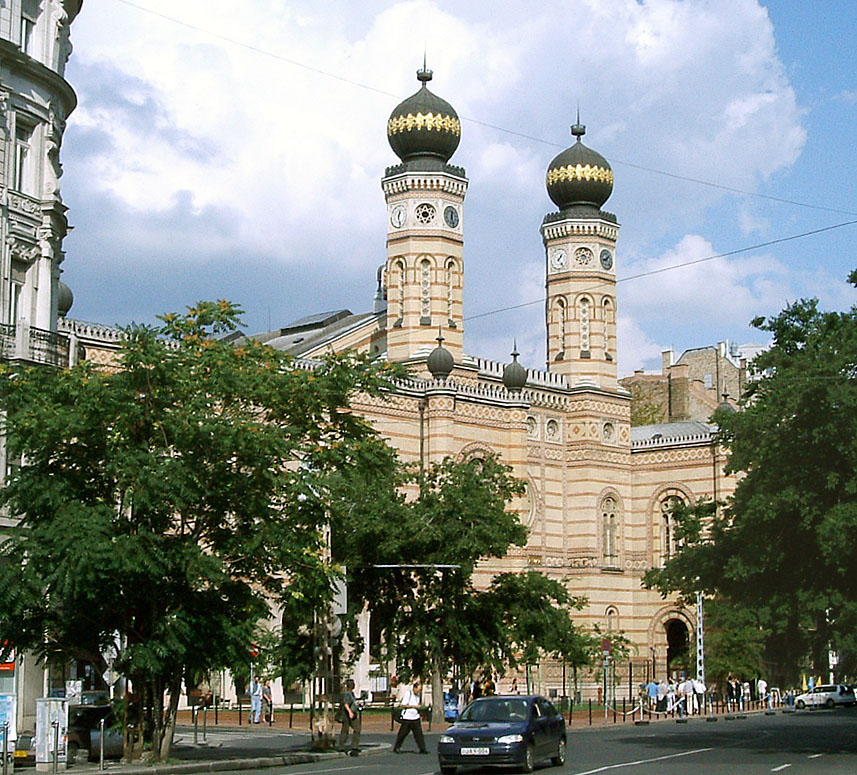
Большая синагога в Будапеште, Венгрия. 1854—1859
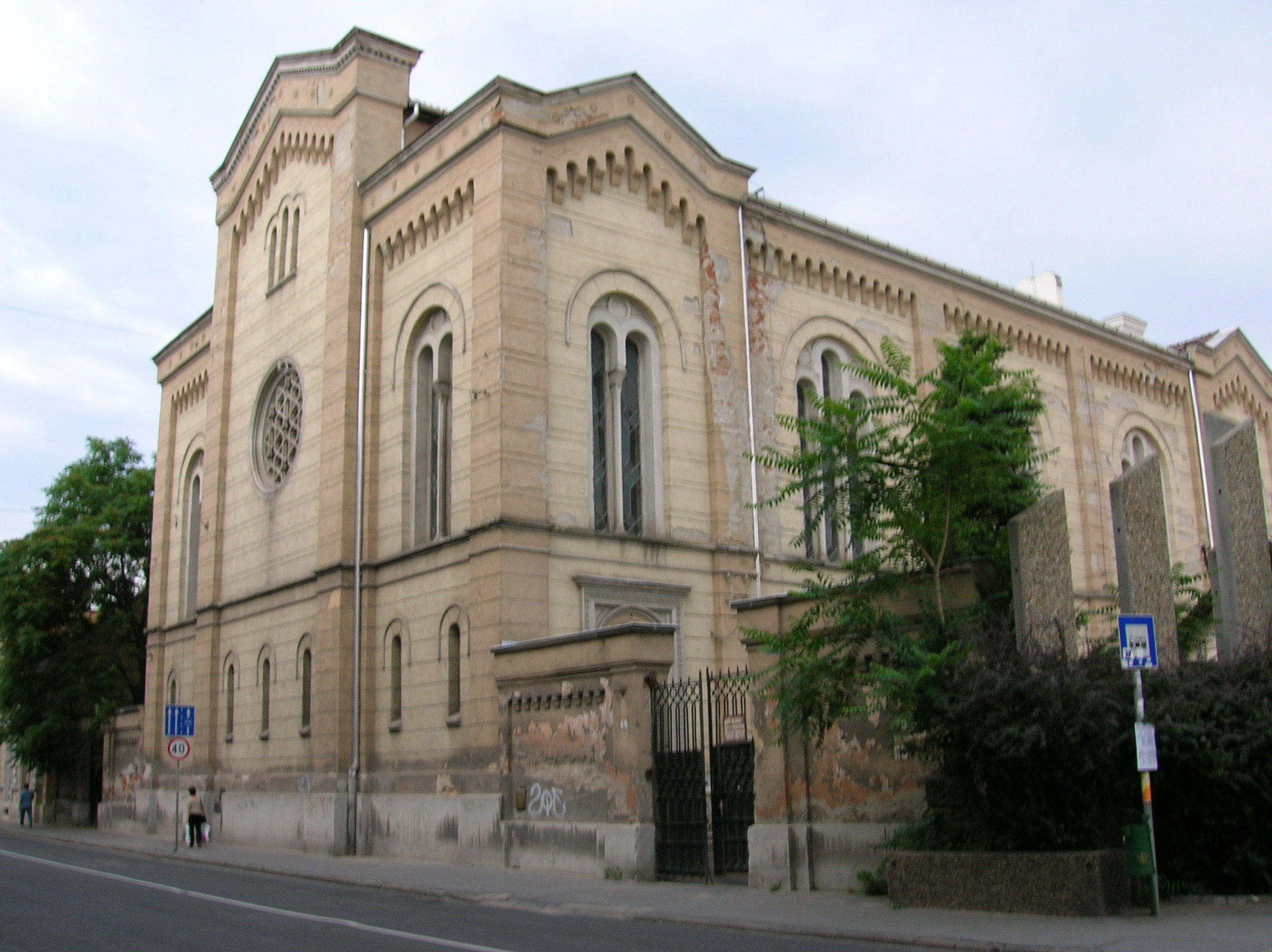
Синагога в Мишкольце, Венгрия. 1856—1862
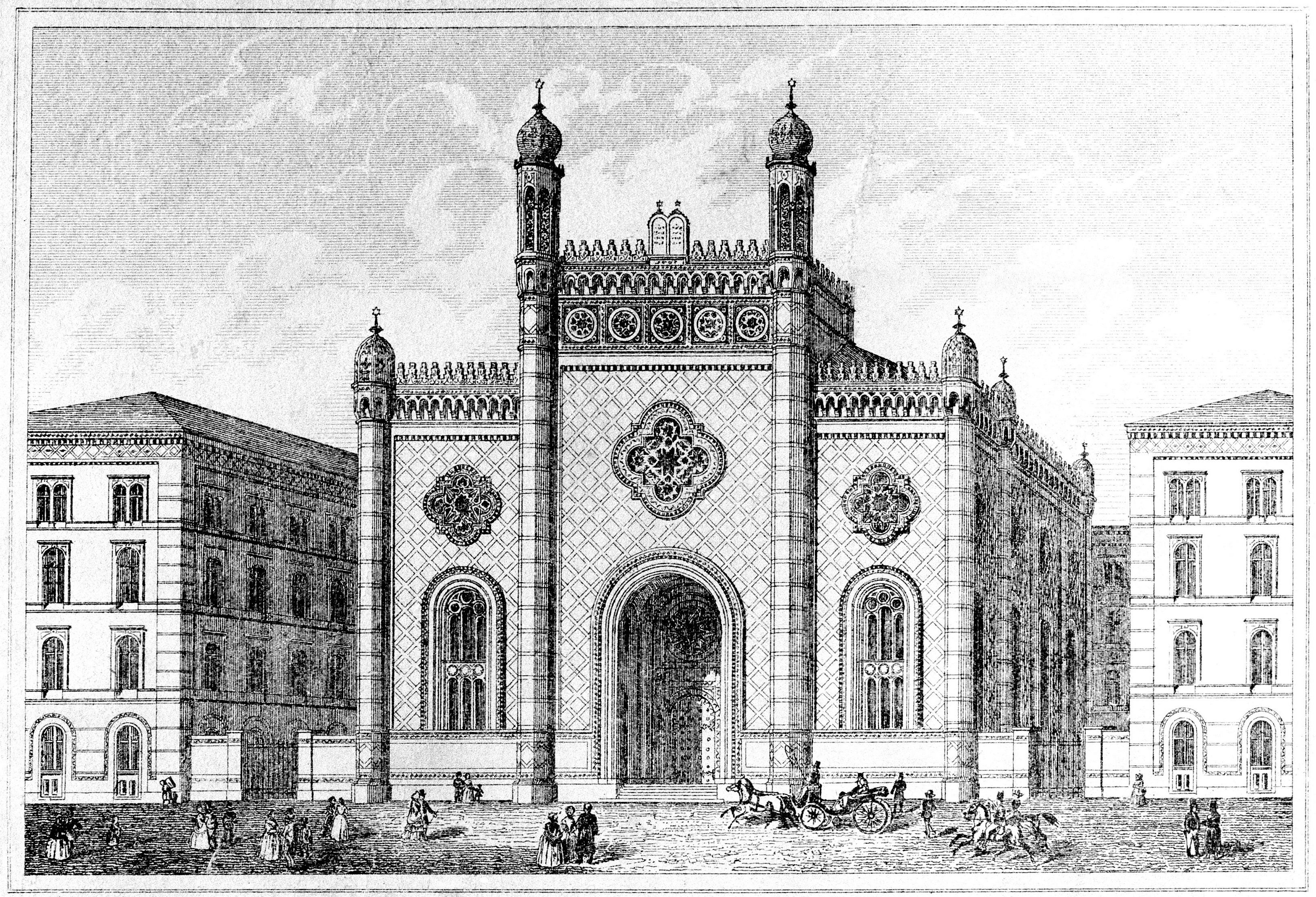
Синагога в Леопольдштадте, Вена, Австрия. 1858
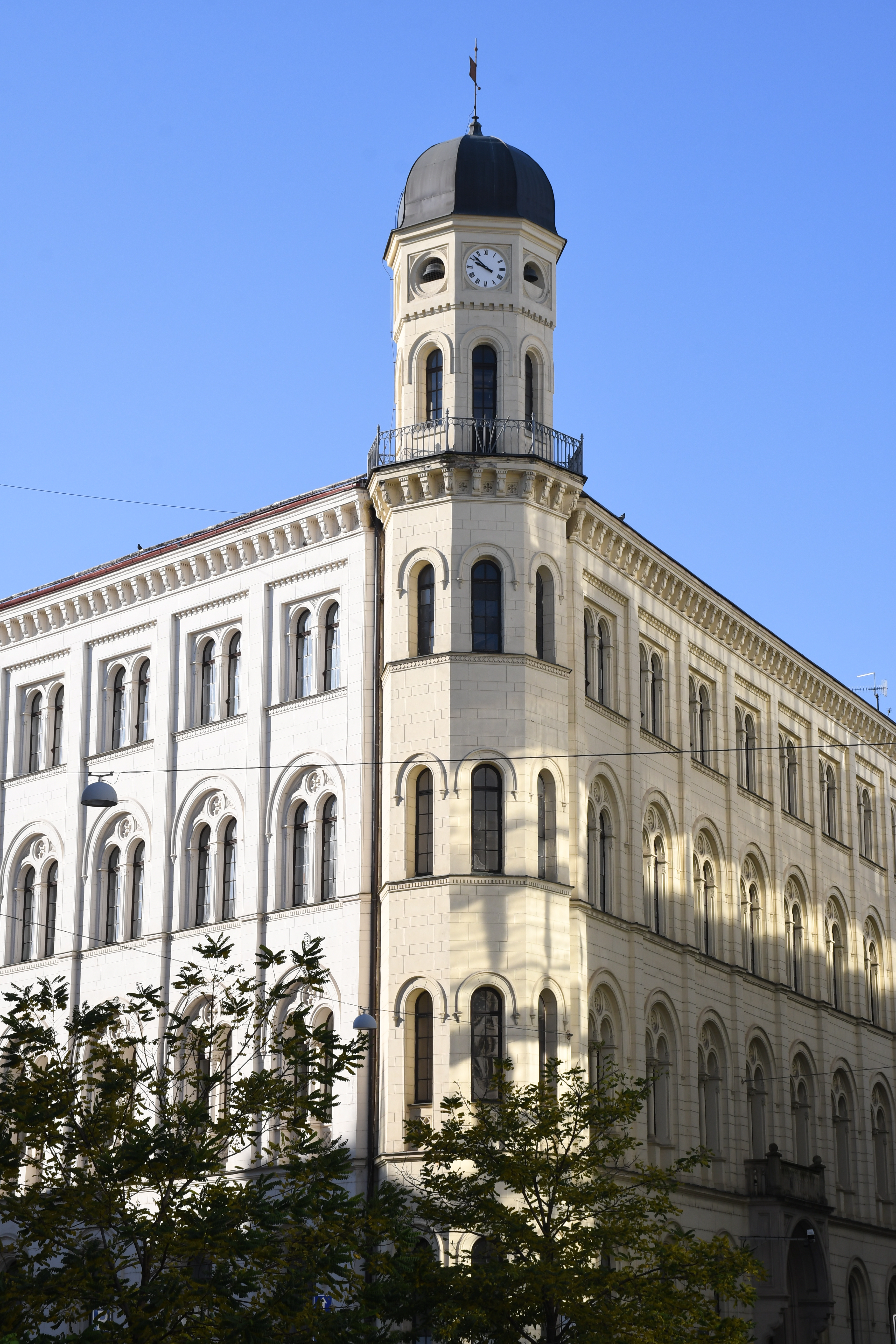
Здание школы. Брно, Чехия. 1858—1859
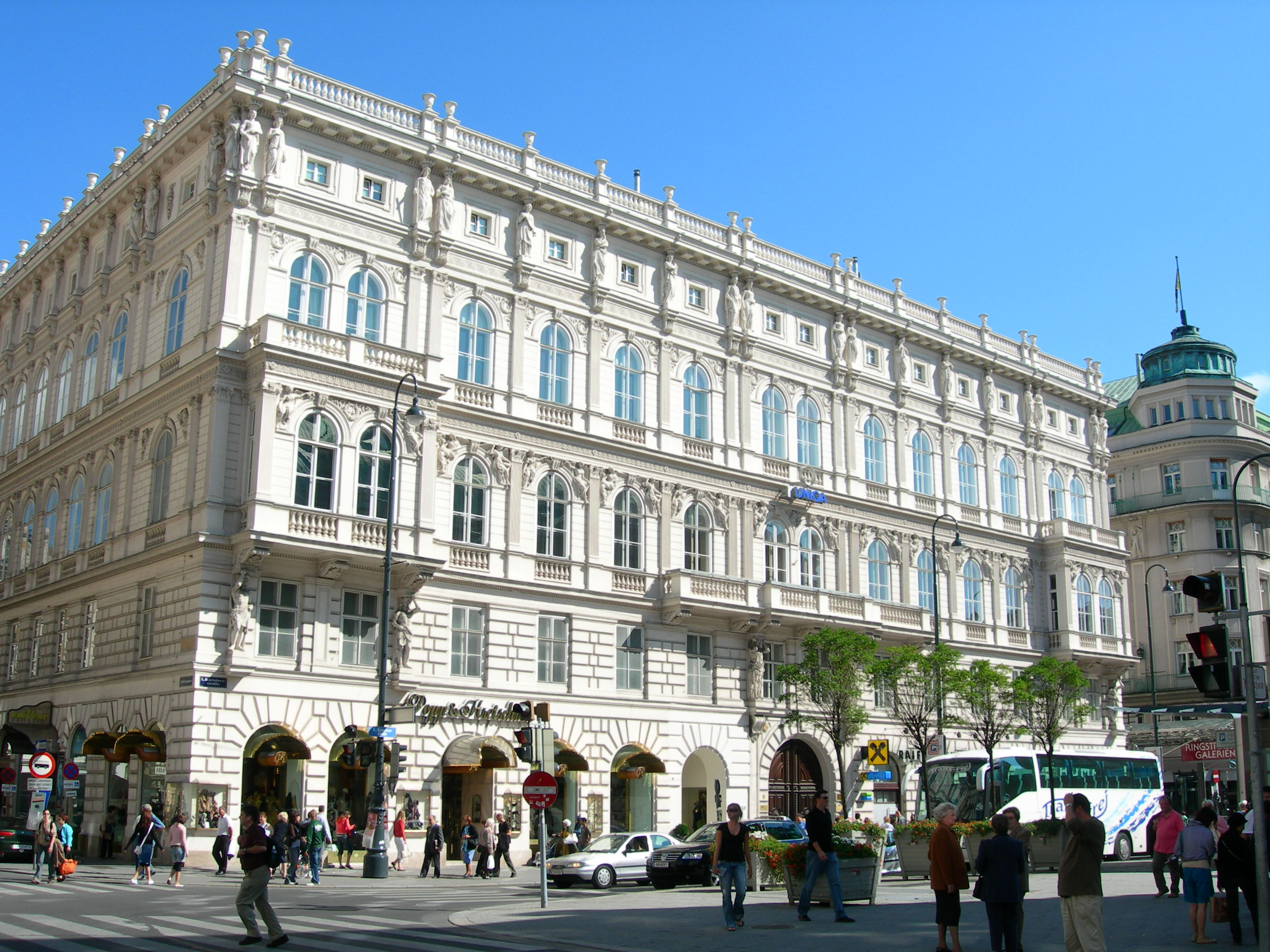
Дворец Тодеско. Вена. Австрия. 1861—1864.